# Epigram

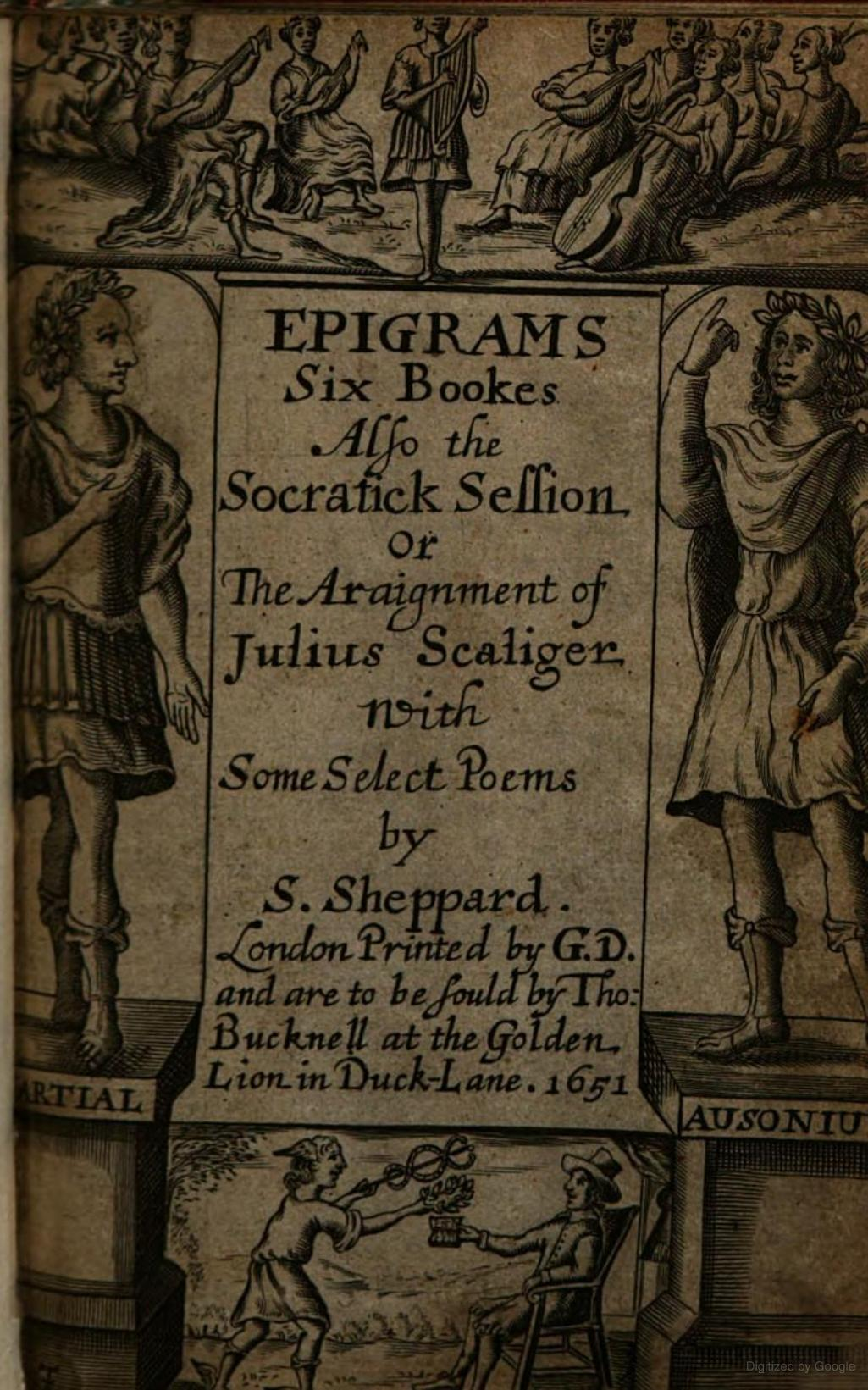
Samuel Sheppard, Epigrams (1651)

Epigram (z řeckého epigramma = nápis) je krátká satirická báseň (dvouveršová, čtvřveršová, někdy i víceveršová), která úsečně sděluje nápad či myšlenku – snaží se například upozornit na nějaký problém. Vyjadřuje básníkův názor na aktuální téma a obsahuje pointu. Vlastností epigramu je věcnost a konkrétnost sdělení, jež nepřipouští významovou neurčitost.
Typy epigramu lze rozdělit na reflexivní (vážně a leckdy didakticky laděné) a komické (satirické, zábavné).
Karel Havlíček Borovský své epigramy definoval jako "malinké nádoby, do kterých vztek svůj nalívám, aby mi srdce nežral".

### Autoři epigramů:
Simónidés z Keu
Kallimachos z Kyrény
Asklépiadés ze Samu
Níkodémos z Hérakleie
Gaius Valerius Catullus
Marcus Valerius Martialis
Gotthold Ephraim Lessing
Johann Wolfgang von Goethe
Friedrich Schiller
Thomas Wyatt
Robert Herrick
Alexander Sergejevič Puškin
Adam Mickiewicz
Omar Chajjám

### České prosředí:
Šimon Lomnický
Ján Kollár
František Ladislav Čelakovský
Karel Havlíček Borovský
Jan Neruda
Adolf Heyduk
Jiří Žáček

## Ukázky
Odi et amo
Odi et amo. quare id faciam fortasse requiris
nescio, sed fieri sentio et excruc
(Gaius Valerius Catullus, Odi et amo)

Demokratický:
Nechoď, Vašku, s pány na led,
mnohý příklad známe,
že pán sklouzne
a sedlák si za něj nohu zláme.
(Karel Havlíček Borovský: Epigramy)

Rozum
Rozum v světě dokázal už více
nežli ostrých mečů na tisíce.
(Adolf Heyduk: Epigramy)

Slovenské knihovny
Skrovná summa našich jesti knih: snář a kalendář,
I v těch však študují víc moli nežli lidé.
(Jan Kollár)

Myšlénka z r. 1848
Prach jsou mysli lidí, podkop zhotoví-li ministři,
najde se jiskra, která všecko do větru hodí.
(František Ladislav Čelakovský)

Druhy epigramu jsou cinquain americké básnířky Adelaide Crapseyové a clerihew anglického humoristy Edmunda Clerihewa Bentleye.